# Batalla de Purén (1609)
La batalla de Purén sucedió en 1609 entre las fuerzas españolas del gobernador de Chile Alonso García Ramón y el ejército mapuche al mando de los caciques Ainavilu, Anganamen, Pelantaru y Longoñongo.

## Antecedentes
Tras el Desastre de Curalaba en 1598 los españoles fueron forzados a retroceder al norte del río Biobío, las ciudades al sur de la frontera fueron abandonadas o destruidas por los mapuches. Tres años después el nuevo gobernador Alonso de Ribera decidió abandonar la región al sur de la frontera, la que fortificó, e inició la creación de un ejército regular. Desde allí lanzó ataques al territorio enemigo con el objetivo de un avance gradual de la línea fronteriza al sur, impidiendo además malones contra territorio español.
En 1604 Ribera organizó un ejército profesional de 1.500 soldados hispano-criollos y varios miles de yanaconas a cargo de proteger la frontera, la fuerza fue llamada los Tercios de Arauco.

### El gobierno de García Ramón
Con aquel poderoso ejército su sucesor Alonso García Ramón planeó el sometimiento de la Araucanía con una feroz campaña de conquista seguida por fundaciones de varias fortalezas al sur de la frontera, sin embargo en 1606 dos grandes desastres militares, el primero en Angol y el segundo y principal en Boroa, donde murieron centenares de españoles motivaron la retirada al norte como era el plan de Ribera y dejando solo algunas posiciones en el sur.
Entre 1607 y 1608 durante el verano el gobernador reorganizó sus tropas, cifradas en 2.000 hombres, con 1.000 yanaconas y lanzó una nueva campaña. Sus tropas se concentraron en el río Biobío sucediéndose enfrentamientos en el río Lebú y en las provincias de Arauco y Millapoa.
En 1608 una Real Cédula autorizó la esclavitud de todos los indios rebeldes, en ese momento las tropas llevaban cerca de cinco años de guerra continua y sin descansos por lo que las deserciones eran masivas muchos de ellos fueron a la Gobernación del Tucumán.
La siguiente campaña de verano (1608-1609) fue bastante ambiciosa gracias a que el capitán Pedro Martínez de Zavala, exgobernador de Buenos Aires, llegó con los refuerzos encargados, 150 soldados y 1.500 caballos desde el Paraguay y Tucumán en mayo de 1608. El gobernador llegó a Purén pero en mayo del 1609 retrocedió a Concepción por el inicio del invierno, ese año hubo fuertes inundaciones en todo el reino. Por su cuenta el coronel Pedro Cortés lanzó un ataque sorpresa contra el campamento del cacique Paillamacu cerca de Tucapel, el jefe mapuche fue capturado y colgado sumariamente con los demás prisioneros.

## La batalla
En la que sería su última campaña (verano de 1609 y 1610) García Ramón tomó fuertes castigos contra los indígenas, estos escarmientos provocaron una nueva sublevación. Durante noviembre y diciembre de 1609 el gobernador preparó e inició su campaña en las provincias del sur. El maestre de campo Diego Bravo de Saravia llevó varias correrías militares en la provincia de Tucapel, dirigiendo una fuerza de 350 hombres, pensando en que la larga guerra había debilitado a los nativos el español marchó confiado, inicialmente atacó y persiguió a los mapuches sin que estos ofrecieran gran resistencia, abandonó Tucapel y continuó por la cordillera de la Costa. Sin embargo, a mediados de diciembre en un lugar llamado Cuyuncaví fue emboscado por guerreros de Purén, donde no pudo oponer una resistencia organizada, 34 españoles murieron o fueron capturados y más de 60 fueron heridos. Los mapuches llevaron un gran botín en caballos, municiones y armas, durante su regreso a sus tierras fueron acosados por un destacamento del capitán Pedro de Escobar Ibacache, sin embargo, éste no pudo derrotarlos y volvieron vencedores a sus tierras. Al saber del desastre el gobernador ordenó que tal afrenta no quedara sin castigo.
Salió con 470 hombres desde Concepción, rápidamente marchó y atravesó la sierra de Catirai y el 26 de diciembre llegó al valle de Purén, lugar de origen de los guerreros que emboscaron a Bravo. Allí quemó sembradíos y construyó un campamento en el mismo lugar donde Valdivia fundó un fuerte, sin embargo, no encontró resistencia.
Cinco días después, sabiendo que las tribus costeras eran las que ofrecían mayor resistencia, se preparó a atacar los valles vecinos, pero su plan se interrumpió cuando tras levantar su campamento ordenó a su vanguardia explorar los alrededores pero esta fuerza cruzó un arroyo y quedó separada del resto de la tropa española. Un enorme ejército de mapuches salió a su encuentro, eran las fuerzas unidas de los caciques Ainavilu, Anganamen, Pelantaru y Longoñongo.
García Ramón describió a la fuerza mapuche como:

un formidable ejército de indios, el mayor que en Chile se puede juntar.

El ejército araucano que se dividía en cinco grandes cuerpos cargó sorpresivamente contra la tropa española con un gran ímpetu. El gobernador llegó con el resto de sus hombres a salvar a su vanguardia, pero la resistencia mapuche resultó tan feroz que él y el resto de su ejército se hallaron durante un largo tiempo al borde de un desastre militar.
Finalmente los españoles lograron que algunos regimientos indianos rompieran filas por lo que los caciques y sus guerreros se retiraron sin ser perseguidos.
Los españoles resultaron en su mayoría heridos y tuvieron dos muertos, los mapuches tomaron sus cuerpos y los decapitaron mandando sus cabezas a la costa como mensaje para que las tribus de aquel lugar se alzaran. En tanto que con los yanaconas nunca se mencionaron ni cuantos lucharon ni cuántos murieron en la batalla.
El mensaje de rebelión tuvo éxito, los locales de Lebú se rebelaron creyendo al gobernador muerto y su ejército destruido. Pronto la insurrección se extendió por toda la llanura costera y la guerra recrudeció. García Ramón retomó la marcha y sometió Lebú y alrededores. Luego mandó llamar a los jefes de Tucapel y Arauco a un parlamento, ahí decapitó a 20 asistentes y ahorcó a seis mensajeros. Otra versión dice que el gobernador delegando el mando por enfermedad en el oidor de la Audiencia de Santiago, doctor Luis Merlo de la Fuente, quien con diez hombres sorprendió a los caciques mientras estos conspiraban un nuevo alzamiento y los hizo arrestar y ejecutar.

## Consecuencias
Sea cual sea la verdad, García Ramón volvió a Concepción a inicios de febrero de 1610 para recibir 200 refuerzos enviados desde el Perú, estos fueron apenas suficientes para reemplazar las bajas de la campaña, como los 23 ahogados al hundirse un bote cuando cruzaban el Biobío o el capitán que con sus 12 hombres fueron emboscados y masacrados alrededor del fuerte Nacimiento. El gobernador volvió al sur de la frontera y el capitán Núñez de Pineda fundó el fuerte de Francisco de Montes Claros en Angol, al finalizar el verano se dio por finalizada la campaña, que terminaba como las anteriores, con altas pérdidas y ningún avance hacia la pacificación. García Ramón se retiró a Concepción por el invierno, y murió el 2 de septiembre de 1610.
Durante el gobierno de García Ramón murieron 424 españoles en batalla y más de 600 por enfermedades o habían sido o bien capturados o desertaron con casi ningún avance en la guerra. Su sucesor Luis Merlo de la Fuente organizó una campaña punitiva arrasando todo a su paso, capturando esclavos en Purén. Por esas fechas se implantaría la guerra defensiva en la frontera en la que los misioneros católicos tomarían una importante influencia en las negociaciones, esto fue posible en particular gracias al fracaso político-militar de las campañas de García Ramón.